# 想い出の夏が来る
『想い出の夏が来る』（おもいでのなつがくる）は、高岡亜衣の5枚目のシングル。

## 概要
- 日本テレビ系『音楽戦士 MUSIC FIGHTER』2005年6月度テーマ曲。カップリングの「jerousyの惑星」と共に2枚目のアルバム『acoustic love』に収録されているが、「想い出の夏が来る」はアルバム・バージョンに手直しされている。ただし、カバー曲の「HAND IN MY POCKET」は歌詞を表記していない。

## 批評
『CDジャーナル』は「夏を迎えるワクワク感溢れる曲。HAND IN MY POCKETを含め、USポップス並みのバンドサウンドにのせ、のびやかでパンチの利いたボーカル。」と評した。

## 収録曲
1. 想い出の夏が来る
作詞・作曲:高岡亜衣、編曲:岡本仁志
2. jealousyの惑星
作詞・作曲:高岡亜衣、編曲:大賀好修
3. HAND IN MY POCKET - アラニス・モリセットのカバー
作詞・作曲:A. Morissette・G. Ballard、編曲:T. SAITOH
4. 想い出の夏が来る (inst.)
作曲:高岡亜衣、編曲:岡本仁志

## 参加ミュージシャン
- 岡本仁志 (GARNET CROW) - ギター
- 大賀好修 (nothin' but love・OOM・Sensation) - ギター
- 大田紳一郎 (doa) - コーラス